# حوضه آبریز قره‌سو–گرگان

موقعیت حوضه آبریز رودخانه‌های قره‌سو و گرگان

حوضه آبریز رودخانه‌های قره‌سو و گرگان با نام اختصاری قره‌سو–گرگان یکی از حوضه‌های باز ایران است که در تقسیم‌بندی حوضه‌های آبریز ایران، حوضهٔ فرعی به شمار می‌رود و زیرمجموعهٔ حوضهٔ آبریز دریای مازندران است. مساحت این حوضه، ۱۳٬۰۶۱ کیلومتر مربع و شامل دو رود قره‌سو و گرگان است.

## جغرافیا
حوضهٔ آبریز قره‌سو–گرگان جز بخش‌های کوچکی در استان‌های خراسان شمالی و سمنان، کاملاً در استان گلستان قرار دارد. این حوضه شامل دو رود قره‌سو و گرگان است که به موازات یکدیگر از شرق به غرب جریان می‌یابند. شاخهٔ اصلی رود قره‌سو در جنوب شرقی گرگان سرچشمه می‌گیرد و در روستای قره‌سو وارد خلیج گرگان می‌شود. رود گرگان نیز از تلاقی دو شاخهٔ اولیه به نام‌های قرناوه و مارس در شمال روستای صوفیان تشکیل می‌شود و در خواجه‌نفس به دریای مازندران می‌ریزد.

## زیرحوضه‌ها
برپایهٔ دستور العمل تقسیم‌بندی حوضه‌های ایران، حوضهٔ آبریز قره‌سو–گرگان به زیرحوضه‌های زیر تقسیم می‌شود:
| کد  | نام اختصاری زیرحوضه | مساحت کیلومتر مربع | تعداد زیرحوضه‌ها |
| --- | ------------------- | ------------------ | --------------- |
| ۱۶۱ | رودخانه قره‌سو       | ۱٬۷۶۱              | –               |
| ۱۶۲ | رودخانه گرگان       | ۱۱۳۰۰              | ۵               |